# Eldar Ćivić
Eldar Ćivić est un footballeur bosnien né le 28 mai 1996 à Tuzla. Il évolue au poste d'arrière gauche.

## Biographie

### En club
Il débute le football au Sloboda Tuzla, avant de partir au 1. FC Slovácko en 2012. Il fait sa première apparition le 14 mars 2015, contre le 1. FK Příbram (défaite 1-0).
En mai 2017, il rejoint le Sparta Prague. Il réalise ses débuts le 27 juillet, en Ligue Europa, contre l'Étoile rouge de Belgrade.
En février 2018, il est prêté au Spartak Trnava.
Le 26 juin 2019, il signe en faveur du Ferencváros TC. Il joue son premier match lors du second tour qualificatif de la Ligue des champions, contre le club maltais du Valletta FC, le 24 juillet. Le 20 octobre, il joue son premier match en phase de poule de la Ligue des champions, contre le FC Barcelone (défaite 5-1).

### En sélection
A quatre reprises, il officie comme capitaine des espoirs. Le 27 mars 2018, il inscrit un but contre le Liechtenstein, lors des éliminatoires de l'Euro espoirs 2019.
Le 28 mai 2018, il figure pour la première fois sur le banc des remplaçants de l'équipe nationale A, mais sans entrer en jeu, lors d'une rencontre amicale face au Monténégro (score : 0-0). Le 1er juin 2018, il reçoit finalement sa première sélection avec l'équipe de Bosnie-Herzégovine, contre la Corée du Sud. Il se met alors en évidence en délivrant une passe décisive (victoire 1-3).
Le 18 novembre 2019, il inscrit son premier but en équipe nationale, face au Liechtenstein, lors des éliminatoires de l'Euro 2020.

## Palmarès
| Spartak Trnava - Championnat de Slovaquie (1) : - Champion : 2018. |  | Ferencváros TC - Championnat de Hongrie (5) : - Champion : 2020, 2021, 2022, 2023 et 2024 - Coupe de Hongrie (1) : - Vainqueur : 2022 - Finaliste : 2024 |